# Halló, itt Iván cár!
A Halló, itt Iván cár! című film (oroszul: Иван Васильевич меняет профессию) Leonyid Gajdaj 1973-as vígjátéka Mihail Bulgakov Iván, a rettentő  című színdarabja alapján készült.
A film elején olvasható felirat szerint a Kísérleti Művészek Uniója bemutatja nem-tudományos-fantasztikus, nem túlzottan realisztikus és   történelmileg sem hiteles filmjét. 
Mint a remekműveket általában, a Halló, itt Iván cár!-t is nehéz műfajilag besorolni. A filmben elhangzik ugyan néhány remek dal, de olyan szervesen, magától értetődő módon illeszkednek a történetbe minden erőltetettség nélkül, hogy emiatt nehéz jó szívvel zenés vígjátéknak nevezni. Az időgép motívum sci-fi-re utal, de a történet annyira mulatságos, hogy nehéz lenne tudományos fantasztikus filmnek nevezni. Talán a zenés sci-fi paródia lehetne a legmegfelelőbb, ha létezne ilyesmi.

## A film címéről
A film orosz nyelvű címe: Iván Vasziljevics szakmát változtat. Ez arra utal, hogy a IV. Iván Vasziljevics, népszerű nevén Rettegett Iván cárra  roppantul hasonlító, ezen felül szintén Iván Vasziljevics keresztnevű házbizalmi, miután szándéka ellenére visszakerül a középkori Moszkvába, szintén szándéka ellenére kénytelen ideiglenesen cári teendőket ellátni.
A film magyar címe a film egy jelenetére utal, a jelenkorba átkerült Iván cár látja, amint Sura felveszi a telefont, de a hívást lerendezi azzal, hogy "nem érek rá, hívjon később". Mikor Sura tranzisztorvásárlása miatt  egyedül marad a lakásban és újra csörög a telefon, a Surától látottak alapján jár el, belekiabál, hogy "nem érek rá, hívjon később", majd szintén lecsapja a kagylót.  

## A film szellemisége
A film szatirikus és vígjátéki formában ugyan, de az akkori szovjet filmekben megszokott sematikus ábrázolásnál jóval szabadosabb képet fest a kor szovjet nagyvárosi életviteléről. Humorosan, de nyíltan ábrázolja az alkoholizmust (Bunsa és a delirium tremens), gyakori válást (halassza el a válást negyed évvel, mert most rontja a ház statisztikáját), a karrierért mindenre képes művészeket (szőke művésznő), az áruhiányt (feketeárus), a nyugati cikkek utáni vágyat (Marlboro cigaretta, a fogorvos magnója, filmfelvevője, nyugati italai), a szexualitást (sztriptízes golyóstoll, fürdőruhás fotók, megcsalás), szimpatikusnak ábrázolja Rettegett Ivánt és Zsorzsot a betörőt, kissé bugyutának a rendőröket, inkább viccesnek, mint szimpatikusnak a szabály- és tekintélytisztelő Bunsát és házsártos feleségét.[forrás?]

## Cselekmény
Sura, a kissé habókos, fiatal feltaláló a lakásán időgépet próbál összeeszkábálni. Miután első alkalommal kipróbálja, egy kisebb robbanás következik be, a házban meg elmegy az áram Iván Vaszilijevics Bunsa, a házbizalmi legnagyobb felháborodására, aki felelőtlen kísérletezéssel és "háztartási energia nem békés természetű felhasználásával" vádolja. Sura kicseréli a lépcsőházban a biztosítékot, majd folytatja a kísérletezést. Több energiát ad a gépbe, amitől újabb robbanás következik be, ő meg elájul. 
Sura arra tér magához, hogy váratlanul hazaérkezett színésznő felesége, akinek elege van az elvarázsolt emberből. Vidáman közli Surával, hogy szerelmes lett éppen aktuális rendezőjébe, elhagyja és máris indulnak forgatni a Kaukázusba. Sura meglepően könnyen viseli felesége távozását, majd folytatja a kísérletezést, ekkor már az őt erről lebeszélni kívánó Bunsa házbizalmi társaságában. Mindeközben a fogorvos szomszéd lakásában éppen a rendőrség által jól ismert, kiváló szélhámosi képességekkel is rendelkező Zsorzs, a betörő szorgoskodik.

Zsorzs és Bunsa a Kremlben

Sura először csak a térbe kíván behatolni, gépét "kis energiával és kis szöggel" indítja. A most először sikeres kísérlet eredményeként a lakás a fogorvos szomszéd felé néző válaszfala eltűnik, mialatt a betörő éppen szedi össze a talált értékeket. Zsorzs először nagyon meglepődik, de miután látja, hogy miről van szó, azonnal meglátja a gépben rejlő hatalmas lehetőségeket, ez egy kiváló eszköz például üzletek falának eltüntetésére. Bunsa rendőrséggel fenyegeti meg Surát engedély nélküli kísérletezés miatt, a fellelkesült tudós azonban folytatja a kísérletet, ezúttal nem csak a térbe, hanem az időbe is be akar hatolni. Mivel a tévében éppen az imént a Borisz Godunov opera ment, abból jön az ötlet, irány IV. Iván Vasziljevics cár, azaz Rettegett Iván kora.
A kísérlet ismét sikerül, az eltűnt szobafal lesz az átjáró ezúttal a múltba, egyenesen Rettegett Iván tróntermébe, aki éppen levelet diktál íródeákjának. Ezzel még nem volna baj, de Sura macskája átrohan a múltba. Sura utána rohan, hogy visszahozza, ezzel hatalmas kavarodás kezdődik. A nehéz gyermekkora során kutyákat és macskákat kínzó Iván azt hiszi, bűneiért elkárhozott, ezért a fekete macska vezetésével démonok vették üldözőbe. Menekülni kezd, de eközben óvatlanul a fal 1973-as oldalára kerül. A betörő sem tétovázik, a fal túloldaláról, a múltból elemel egy arany ikont, hogy majd a jelenben eladja. Bunsa az eltűnt fal melletti kisasztalon lévő telefonról a rendőrséget hívja, ám Zsorzs pofonokkal fenyegeti, ha nem teszi le a kagylót. A huzakodás közben mindketten a fal múltbéli oldalára kerülnek. A cár őrsége üldözni kezdi a behatolókat, egy eldobott alabárd az időgépben köt ki, amitől a gép tranzisztorai kiégnek, az átjáró lezárul. Az önmagát mindig feltaláló, élelmes betörő és az összezavarodott, de Iván Vasziljevics cárra nagyon hasonlító, véletlenül szintén Ivan Vasziljevics keresztnevű házbizalmi a 16. századi Kremlben, a valódi Iván cár 1973-ban reked.  
A történet itt egy időre kettéágazik. A középkorban rekedt Bunsát és a betörőt Iván testőrei üldözőbe veszik, de sikerül elrejtőzniük előlük. Zsorzs ekkor veszi észre a hasonlóságot a cárral, a bizalmit beöltözteti Ivánnak. Mivel Bunsa annyira leblokkol, hogy egy értelmes szót is nehezen tud kinyögni, ő, mint herceg beszél helyette, az ál-Ivánnak csak bólogatnia kell. Hogy ne remegjen a feje a félelemtől, egy kötést tesz az álla alá, mintha Iván foga fájna. A testőrök és az íródeák kicsit furcsállják a változást, de nem kétlik, hogy ő az igazi cár.
A csapatokat, hogy távol tartsa maguktól, Zsorzs azonnal elküldi déli irányba hódítani, az ultimátummal érkező svéd küldötteket "majd megvitatjuk az elvtársakkal a kérdést és értesítjük Önöket" jelszóval elküldi, eközben Zsorzsnak köszönhetően a nagykövet tenyérnyi medálja is eltűnik a nyakából. A cári ebéden Bunsa konstatálja, hogy a cár felesége sokkal vonzóbb, mint saját túlsúlyos és házsártos felesége, ekkortól már jobban érzi magát a múltban és kezd belejönni a cári viselkedésbe. Az unalmas középkori zenét játszó zenészeket Zsorzs megtanítja a modern hangzásra, majd féktelen tivornya kezdődik. 
A jövőben ragadt Iván cár menekülőre fogja a démonok elől, de nehezen igazodik el a sokemeletes, modern bérházban. Végül Sura megnyugtatja, elmondja, hogy egy gépnek köszönhetően került a cár a jelenbe, a gép viszont egy lándzsa amiatt elromlott, tranzisztorokat kell vennie hozzá. Iván sürgeti, mert jönnek a svédek, az ott rekedt ál-Ivánnak és a betörőnek  is vissza kell térnie, mert különben „bakó csapja a fejüket  és kutyák elé vetik őket”. Ettől függetlenül összebarátkozik Surával. A lakást ugyan kicsinyli, a vodkát gyengének találja, Surát anyámasszony katonájának nevezi, felesége  szeretője számára karóba húzást javasol, de Sura megbékíti, „hát ha szeretik egymást, legyenek boldogok”.
Sura tranzisztort megy venni, végül egy feketeárusnál talál is. Az igazi Iván addig a lakásban marad, véletlenül elindítja a magnetofont. Először megrémül a daloló doboztól, de aztán a balladisztikus daltól elérzékenyül és kis híján sírva fakad. Sura felesége, aki annak másik barátnője miatt csalódott a rendezőben hazatér, de a rendező elcserélt bőröndjeik miatt utána jön. A nőcsábász rendezőt Iván előbb kardélre akarja hányni, de mivel Sura még előbb jóváhagyta kapcsolatukat, megkegyelmez neki és cári áldását adja rájuk, ezután mégis elutaznak forgatni a Kaukázusba.
Megfeledkezve arról, hogy már nem a cári udvarban van, meglehetősen durva szavakkal illeti a betörés miatt panaszkodó fogorvost és a házbizalmi egyébként elviselhetetlen feleségét, aki a cárt a hasonlóság miatt a férjének véli. A balhé miatt a feleség kihívatja az alkoholelvonó intézet rohamkocsiját, a fogorvos meg egy cár rejtegetése címén a rendőrséget, de miután Iván a rendőrök és az orvos előtt is cári mivoltát hangoztatja, megállapítják a diagnózist, delirium tremens. Hogy teljes legyen a zűrzavar, Sura visszajuttatja a jelenbe a házbizalmit és a betörőt, utóbbi a rendőröket látván Sura tudósi fehér köpenyében, önmagát ápolónak álcázva próbál a házból kiosonni. A feleség a két férj illetve két Iván látván maga is megbolondul, mindhármukat kényszerzubbonyban akarják beszállítani a bolondokházába. 
Az ápolónak öltözött betörőt a rendőrök felismerik, menekülőre fogja a mentőautóból, míg őt üldözik, a kényszerzubbonyos igazi Iván is megszökik a mentőből, Sura az utolsó pillanatban juttatja vissza a középkorba. Minden szerencsésen elrendeződött, ám ekkor Sura valóban magához tér az első robbanás után, kiderül, az egész történetet csak álmodta.

## Szereplők
- Iván Vasziljevics, azaz Rettegett Iván cár / Iván Vasziljevics Bunsa, a ház gondnoka – Jurij Jakovlev (Sinkovits Imre)
- Sura, Alekszandr Szergejevics Tyimofejev, feltaláló – Alekszandr Gyemjanyenko(wd) (Bodrogi Gyula)
- Zsorzs Miloszlavszkij, betörő – Leonyid Kuravljov (Tahi Tóth László)
- Zina, Zinaida Mihajlovna Tyimofejeva, Sura színésznő felesége – Natalja Szeleznyeva (Gombos Kati)
- Uljana Andrejevna, Bunsa házsártos felesége – Natalja Kracskovszkaja (Mányai Zsuzsa)
- Feofan, cári íródeák – Szavelij Kramarov (Sztankay István)
- Jakin, filmrendező, Zina szeretője – Mihail Pugovkin (Szabó Gyula)
- Szőke művésznő - Natalja Nyikolajevna
- Svéd követ – Szergej Filippov (Alfonzó)
- Spak, fogorvos szomszéd – Vlagyimir Etus (Gera Zoltán)
- Rendőr hadnagy – Anatolij Podsivalov (Botár Endre)

## A film dalai
A filmben a kísérőzenén felül négy dal dal hallható.
- Az első dalt Sura színésznő felesége énekli egy klip forgatása során (Звенит январская вьюга (С любовью встретиться)), énekli Nyina Brodszkaja.
- A második egy balladisztikus dal magnetofonból.
- A harmadikat a hódítani induló középkori katonák éneklik (Maruszja - (Кап-кап-кап» («Маруся»), a dalt Borisz Kuznyecov és Lev Polotuszin énekli, katonakórus kíséretében.
- A negyediket Zsorzs énekli a cári ebéden középkori zenészek kíséretében, ezzel tanítva a régieket a modern zenére (Разговор со счастьем). A dalt valójában Valerij Zolotuhin énekli.
- Pár másodpercig hallható a Borisz Godunov opera egy részlete, televíziós adás formájában.

## Kiadások
A filmet 1974-ben mutatták be a magyarországi mozikban, szinkronizált változatban. 
A nyolcvanas években megjelent SECAM rendszerű VHS műsoros kazettán. Külföldön eredetileg csak filmként forgalmazták, de a kilencvenes évek közepétől már PAL rendszerű VHS kazettán is (1995-1999).
2001-ben adták ki DVD-n és kis példányszámban díszdobozos, két DVD-s gyűjtői változatban is. 2011-ben pedig megjelent Blu-Ray formátumban.
Az Egyesült Államokban Ivan Vasilievich: Back to the Future címmel forgalmazták.

## Érdekességek
- Bulgakovnak van egy ikerdarabja, a Boldogság, amelyben ugyanezek a szereplők évszázadokkal előre repülnek az időben, és a kommunizmusba látogatnak.
- A magnetofonban hallott daltól elérzékenyülő Iván cárból népszerű GIF lett.[3]
- A valóságban játszódó jeleneteknél fekete-fehér, majd az álomban színessé váló történet először az Óz, a csodák csodája (film)ben tűnt fel.
- Iván nehéz gyermekkora során rendszeresen kínzott állatokat, a macskákat különösen gyűlölte, ennek tudható be Sura macskája iránti reakciója.
- A filmben Zsorzs szájából elhangzott: „Polgártársak, őrizzék pénzüket a Takarékpénztárban!”, egy reklám szlogenje[4] volt, de ekkor szállóigévé vált. 2020-ban a Szberbank, a szovjet Takarékpénztár jogutódja Zsorzsot megjelenítette új reklámjában.[5][6]
- A film mindhárom női szereplőjének véletlenül Natalja a keresztneve.
- A film üldözéses jelenetei helyenként burleszkszerűen felgyorsítottak, a verekedéses jelenetek Bud Spencer és Terence Hill filmjeire emlékeztetően humorosak.
- A villanykapcsolót próbálgató Iván cár jelenete szinte megegyezik a szintén villanykapcsolót próbálgató Jacques-Foches (Zsákfos) jelenetével a Jöttünk, láttunk, visszamennénk filmben.

## Hasonló filmek
- Jöttünk, láttunk, visszamennénk négy része - a középkori nemes lovag és szolgája a jelenbe kerül, ahol nehezen igazodik el.
- Oké, Néró[7] - Két kimenős amerikai haditengerész az ókori Rómába kerül, Rómát kissé amerikanizálják és többek között megtanítják a szvingre.
- Gagyi lovag - A vidámparki középkori vár alkalmazottja a valódi középkorba kerül, ahol először azt hiszi, a most nyíló konkurens vidámparki középkori várban van.
- Egy jenki Artúr király udvarában - Mark Twain regény, 1970-es rajzfilm, 1989-es film. A fegyvergyári alkalmazott a középkorba kerül, amit modernizálni igyekszik.

## Fordítás
- Ez a szócikk részben vagy egészben  a(z)   Иван Васильевич меняет профессию című orosz Wikipédia-szócikk ezen változatának fordításán alapul.  Az eredeti cikk szerkesztőit annak laptörténete sorolja fel. Ez a jelzés csupán a megfogalmazás eredetét és a szerzői jogokat jelzi, nem szolgál a cikkben szereplő információk forrásmegjelöléseként.